# Świadkowie Jehowy w Singapurze
Świadkowie Jehowy w Singapurze – społeczność wyznaniowa w Singapurze, należąca do ogólnoświatowej wspólnoty Świadków Jehowy.
W 2000 roku społeczność Świadków Jehowy w Singapurze liczyła około 2000 głosicieli. Od stycznia 1972 roku ich działalność w tym kraju jest zakazana, toteż prowadzą ją nieoficjalnie. Działalność nadzoruje malezyjskie Biuro Oddziału. Sprawozdanie z działalności w tym kraju dołączane jest do ogólnego z 33 krajów, gdzie ich działalność jest ograniczona prawnie lub zakazana.
Za odmowę pełnienia służby wojskowej Świadkowie Jehowy w tym kraju są skazywani na dwa następujące po sobie wyroki pozbawienia wolności o łącznym wymiarze nawet 45 miesięcy. Gdy kończą 18 lat, otrzymują powołanie do armii, a w razie odmowy trafiają na 15 miesięcy do obozu wojskowego. Od razu po zakończeniu kary otrzymują wezwanie na ćwiczenia wojskowe, a odmowa powoduje postawienie przed sądem wojskowym i wyrok, tym razem nawet 30 miesięcy pozbawienia wolności. Natomiast rezerwiści, którzy przyjęli wierzenia Świadków Jehowy, w razie powołania na ćwiczenia otrzymują karę 12 miesięcy więzienia. We wrześniu 2024 roku w więzieniach przebywało 8 członków wspólnoty.

## Historia

### Początki i rozwój działalności
26 stycznia 1912 roku w czasie okołoziemskiej podróży przybył do Singapuru Charles Taze Russell, który wygłosił wykład. W połowie 1931 roku do Singapuru dotarł Ronald Tippin – Świadek Jehowy z Wielkiej Brytanii, który rozpoczął prowadzenie działalności kaznodziejskiej. Kolejni Świadkowie Jehowy pojawili się w Singapurze w roku 1935. 7 sierpnia 1935 do Singapuru dopłynął dwumasztowy jacht Lightbearer z siedmioosobową załogą, który do grudnia 1937 w Singapurze miał swoją bazę wypadową pozwalającą wypływać do portów na obszarze dzisiejszej Indonezji i Malezji, by głosić w nich dobrą nowinę.
W roku 1936 Harold E. Gill, przedstawiciel australijskiego Biura Oddziału, wybrał Singapur na placówkę, która umożliwi bliższy kontakt z misjonarzami działającymi na Dalekim Wschodzie. Po 18 miesiącach założono pierwszy zbór. Zebrania zborowe przez wiele lat regularnie organizowano w Sali Królestwa przy Exeter Road 8, naprzeciw ruchliwego targowiska.
W kwietniu 1947 roku do Singapuru dotarli dwaj misjonarze, Bill Yaremchuk, absolwent 8 klasy Biblijnej Szkoły Strażnicy – Gilead oraz Dave Farmer, który ukończył 7 klasę Szkoły Gilead – obaj pochodzenia kanadyjskiego. Przez ponad rok uniemożliwiano im wjazd do Singapuru, pomimo posiadania ważnych wiz. Dołączyli do jedynego wówczas singapurskiego wyznawcy imieniem Joshua. W 1949 roku dołączyło do nich kolejnych sześciu misjonarzy.
W 1962 roku z wizytą w tym kraju przebywał Nathan H. Knorr. W roku 1963 w Singapurze odbył się z udziałem 560 obecnych kongres międzynarodowy pod hasłem „Wiecznotrwała dobra nowina”. W 1965 roku zakupiono dwupiętrowy budynek w śródmieściu, który służył jako Sala Królestwa dla 4 zborów.

### Zakaz działalności i prześladowania
12 stycznia 1972 roku zdelegalizowano działalność Świadków Jehowy w Singapurze. Dwa dni później wydano nakaz wydalenia misjonarzy Szkoły Gilead – Normana Davida i Gladys Bellotti, którzy mieli opuścić Singapur po 23 latach pobytu. Policja zajęła Salę Królestwa, a publikacje Towarzystwa Strażnica zostały objęte oficjalnym zakazem. Decyzję uzasadniono „szkodliwością dla publicznego dobra i porządku”. Powodem miała być odmowa służby wojskowej. Rozpoczęły się represje wobec około 200 singapurskich Świadków Jehowy.
W roku 1992 aresztowano kilka osób pod zarzutem posiadania nielegalnych wydawnictw religijnych, zakazanych z mocy Ustawy o publikacjach niepożądanych. W roku 1994 Towarzystwo Strażnica wysłało do Singapuru prawnika, który wniósł do singapurskiego Sądu Najwyższego odwołanie, w którym zakwestionował zasadność zakazu. 8 sierpnia 1994 roku prezes Sądu Najwyższego w Singapurze oddalił apelację.
W lutym 1995 roku policja zorganizowała obławę na prywatne domy, w których odbywały się spotkania religijne. Zatrzymano 69 osób. Wszystkich przewieziono do aresztów śledczych, gdzie niektórych poddano całonocnym przesłuchaniom, wszystkich też oskarżono o uczęszczanie na zebrania Świadków Jehowy i posiadanie publikacji o treści biblijnej. Niektórych izolowano przez 18 godzin, uniemożliwiając im telefoniczne powiadomienia rodzin. Czworo z nich — obywateli Wielkiej Brytanii, Francji i Luksemburga — uwolniono od zarzutów, ale 64 obywatelom Singapuru wytoczono procesy, które odbyły się pod koniec 1995 roku i na początku 1996 roku. Wszystkich oskarżonych skazano. Spośród nich 47 – w wieku od 16 do 72 lat – nie zapłaciło grzywien sięgających tysięcy dolarów i odbyło kary więzienia od jednego do czterech tygodni. Sprawa ta trafiła na łamy prasy wielu krajów świata (Australia, Hongkong, Kanada, Malezja, Stany Zjednoczone).
Decyzja Sądu Apelacyjnego w Singapurze wydana w 1996 roku uznała prawo poszczególnych członków wyznania Świadków Jehowy do praktykowania swojej religii i propagowania przekonań religijnych. Rząd nie aresztuje Świadków Jehowy za udział w spotkaniach religijnych w prywatnych domach. Nie pozwala jednak organizować publicznych spotkań ani publikować lub importować literatury biblijnej.
Według danych z 1998 roku od 1972 roku ponad 100 Świadków Jehowy w Singapurze zostało skazanych na karę pozbawienia wolności za odmowę odbycia służby wojskowej, w tym niektórzy dwukrotnie.
24 kwietnia 2002 roku oficjalny przedstawiciel władz Singapuru w liście skierowanym do Komisji Praw Człowieka ONZ stwierdził, że w państwie tym nie uznaje się prawa do podyktowanej sumieniem odmowy służby wojskowej.
W 2008 roku 23 Świadków Jehowy było uwięzionych z wyrokami od 15 do 24 miesięcy. Według danych z listopada 2013 roku w Singapurze więziono 18 Świadków z powodu odmowy pełnienia służby wojskowej, w lipcu 2014 roku było ich 16. Według danych z września 2014 roku za podyktowaną sumieniem odmowę służby wojskowej więzionych było 15 Świadków Jehowy, w tym jeden za odmowę udziału w ćwiczeniach wojskowych dla rezerwistów. We wrześniu 2015 roku liczba więzionych za odmowę służby wojskowej ze względu na sumienie liczyła 19, a w grudniu 2021 roku – 17 osób. 17 grudnia 2021 roku kraje członkowskie (w tym Polska) Międzynarodowego Sojuszu na Rzecz Wolności Religii lub Przekonań (International Religious Freedom or Belief Alliance) podpisały oświadczenie, nawołujące do natychmiastowego uwolnienia uwięzionych Świadków Jehowy i zaprzestania wobec nich tortur, maltretowania, przeszukań ich domów oraz dyskryminacji.
Od 17 maja 2021 roku udostępnione są filmy i publikacje w singapurskim języku migowym.